# Back from the Grave
Back from the Grave peti je studijski album švedskog death metal-sastava Grave. Diskografska kuća Century Media Records objavila ga je 21. listopada 2002.

## Popis pjesama
Tekstovi: Ola Lindgren. 
| 1.    | »Intro« (instrumentalna skladba) | 0:43 |
| 2.    | »Rise«                           | 5:25 |
| 3.    | »Behold the Flames«              | 4:32 |
| 4.    | »Dead Is Better«                 | 3:48 |
| 5.    | »Receiver«                       | 5:02 |
| 6.    | »No Regrets«                     | 3:34 |
| 7.    | »Resurrection«                   | 4:17 |
| 8.    | »Below«                          | 4:41 |
| 9.    | »Bloodfed«                       | 4:49 |
| 10.   | »Thorn to Pieces«                | 6:22 |
| 43:13 |                                  |      |

## Zasluge
Grave
- Ola Lindgren – gitara, vokal, produkcija, inženjer zvuka, miks, uređivanja
- Fredrik Isaksson – bas-gitara
- Jonas Torndal – gitara
- Jensa Paulsson – bubnjevi

Ostalo osoblje
- Henrik Jonsson – mastering
- Jacek Wiśniewski – naslovnica
- Caroline Hoffman – fotografije (sastava), aranžmani
- Tobbe Wallström – fotografije (u knjigu)
- Carsten Drescher – umjetnički smjer, dizajn
- Tomas Skogsberg – produkcija, inženjer zvuka, miks, uređivanja